# بونتاسيفي
بونتاسيفي، (بالإنجليزية: Pontassieve)‏، هي (بلدية) في مدينة فلورنسا، في توسكانا الإيطالية، وتقع على بعد حوالي 14 كم (9 ميل) شرق فلورنسا، بالقرب من فيسولي، عند التقاء نهر أرنو ونهر سييف.

## السكان
في سنة 1861 بلغ عدد السكان 9٬772 نسمة، وتطور العدد ليصل في سنة 2011 لـ 20٬529 نسمة.
يظهر هذا المخطط البياني تطور النمو السكاني لـ بونتاسيفي

## توأمة
لبونتاسيفي اتفاقيات توأمة مع كل من:
- زنويمو
- Saint-Genis-Laval [الإنجليزية]‏
- غريسهايم
- تفاريتي
- بليم